# 理查德·戈尔德施密特
理查德·戈尔德施密特（1878年4月12日—1958年4月24日）是一位德国遗传学家，是最早尝试整合遗传学、发育和进化的人。